# 야식
야식(夜食) 또는 밤참은 일반적으로, 저녁 식사 후 밤에 먹는 식사이다.

## 같이 보기
- 아침 (식사)
- 점심
- 저녁 (식사)